# Gamalama
El Gamalama és un estratovolcà de forma gairebé cònica que s'eleva fins als 1.715 msnm i comprèn tota l'illa de Ternate, al nord de l'arxipèlag de les Moluques, Indonèsia. L'illa es troba a la costa occidental de l'illa Halmahera.
El 1513 els portuguesos van ser els primers europeus a arribar a Ternate. El 1605 l'illa fou conquerida pels holandesos. L'illa va ser un important centre del comerç de les espècies, motiu pel qual hi ha nombroses descripcions de les erupcions del Gamalama. Es coneixen al voltant de 60 períodes eruptius en el període comprès entre el 1510 i el 2008.
Se sap que el 1775 hi va haver una erupció que va provocar la mort d'aproximadament 1.300 persones, algunes d'elles provocades per onades piroclàstiques que van acompanyar la formació d'un maar al nord de l'illa. L'erupció del febrer de 1840 va anar acompanyada d'un terratrèmol que va destruir o danyar greument nombrosos edificis de l'illa.
El 4 de desembre de 2011 el Gamalama va entrar en erupció i va expulsar material que es va elevar uns 2.000 metres. Milers de residents a la propera ciutat de Ternate es van veure obligar a fugir per culpa de les partícules de cendra i pols que van caure sobre la ciutat. A finals de desembre d'aquell any havien mort 4 persones i hi havia desenes de ferits pels corrents de fang anomenats lahars.
El setembre del 2012 hi hagué noves erupcions, i el 18 de desembre de 2014 es van dipositar cinc centímetres de cendres a la pista de l'aeroport de Babullah a Ternate, cosa que obligà al tancament de l'aeroport.